# Liên Lộc
Liên Lộc là một xã thuộc huyện Hậu Lộc, tỉnh Thanh Hóa, Việt Nam.

## Diện tích và dân số
Xã Liên Lộc có diện tích 4,99 km².
Dân số của xã Liên Lộc:
- Theo Tổng điều tra dân số năm 1999: 4.542 người[1].
- Theo Tổng điều tra dân số năm 2009: 3.854 người với 1.196 hộ gia đình, gồm 1.783 nam và 2.071 nữ[2].

## Địa giới hành chính
Xã Liên Lộc nằm ở phía đông của huyện Hậu Lộc, thuộc hữu ngạn sông Lèn.
- Phía đông giáp xã Nga Thạch, huyện Nga Sơn và xã Hưng Lộc, huyện Hậu Lộc;
- Phía nam giáp xã Hoa Lộc, huyện Hậu Lộc;
- Phía tây giáp xã Tuy Lộc, huyện Hậu Lộc;
- Phía bắc giáp xã Quang Lộc, huyện Hậu Lộc.

## Hành chính
Xã Lộc được chia thành 8 thôn: Lộc Thượng, Hòa Bình, Khoa Trì, Làng Mới, Liên Hoa, Liên Trường, Miểu Nhị, Thành Nhị.

## Giao thông
- Quốc lộ 10 chạy qua xã.